# Anders Zorn
Anders Leonard Zorn (Mora, 18. veljače 1860. – Mora, 22. kolovoza 1920.) bio je švedski likovni umjetnik koji je zahvaljući slikama, kipovima i gravurama postigao međunarodni uspjeh. Čest motiv su mu bili aktovi, portreti, ali i pejzaži, u kojima je impresionizam kombinirao s naturalizmom. Posljednje decenije života je živio i radio na imanju u Mori poznatom kao Zorngården koje su on i supruga oporukom, zajedno sa svim svojim djelima, ostavili švedskoj državi; danas je ono poznato kao muzej.

## Galerija
- Autoportret u crvenom, 1915.
- Ples sredine ljeta, 1897.
- Oscar II., 1898.
- Djevojka koja plete, 1901.
- Premijera, (1888).

## Vanjske poveznice
- Anders Zorn
- Životopis  Arhivirana inačica izvorne stranice od 30. prosinca 2019. (Wayback Machine)
- Zornova kolekcija
- Zornova galerijau u Stockholmu
- Mora, Sweden
- 289 Zornovih slika artistarchive.com
- Zorngården